# Trichomyia triaina
Trichomyia triaina är en tvåvingeart som beskrevs av Duckhouse 1978. Trichomyia triaina ingår i släktet Trichomyia och familjen fjärilsmyggor. Inga underarter finns listade i Catalogue of Life.